# 築田多吉
築田 多吉（つくだ たきち、明治5年1月3日〈1872年2月11日〉- 1958年〈昭和33年〉3月28日）は、大日本帝国海軍の看護特務大尉を務めた人物。「赤本」とも呼ばれる家庭医学書『家庭に於ける実際的看護の秘訣』の著者。
福井県足羽郡酒生村（現・福井市酒生）出身。福井師範学校卒業。広島県広島市を主な活動拠点とした。

## 来歴
大日本帝国海軍の看護特務大尉であった築田は、日露戦争（1904年〈明治37年〉- 1905年〈明治38年〉）に従軍している。築田の軍での務めは、傷病兵やその家族を看病し、手当てすることであった。
戦場で看護していた人々が話す故郷の民間療法を数多く聞くうちに民間療法への関心を深めた築田は、戦後、自ら全国各地を訪ね歩いて、それぞれの地域に古伝として残る漢方薬や和漢薬の薬草類、現在でも良く知られている指圧療法、青汁療法、灸、カイロプラクティック、断食療法などを、研究し、収集を重ねていった。
1925年（大正14年）2月には、いわゆる「家庭の医学書」の類である『家庭に於ける実際的看護の秘訣』を有限会社広文館（現・株式会社廣文館の前身）から刊行し、自らの研究成果を公開した。当初、同書は海軍関係者のみに配布されていたが、徐々に評判が評判を呼び、戦前（第二次世界大戦前）の日本の家庭における「一家に一冊」のベストセラーとなっていった。また、何度も版を重ねるロングセラー本にもなっていった。表紙が真っ赤であったことから「赤本（あかほん）」の名で親しまれている。築田は、日露戦争に従軍した際、梅肉エキスがコレラやチフスの治療に効果的であった実体験から、これを一般家庭にも普及させたいとのことで、効能と製法を同書の中で詳説した。同じく、築田自らが開発した卵油（鶏卵の黄身のみを加熱して採取した純粋な卵黄油。卵黄レシチンを含む健康食品。）についても解説した。1946年（昭和21年）になって築田自らが過去の版を増補改訂したうえで新たに現代語版の第1版として刊行し直したが、その際、同書が広く普及することによって梅肉エキスと卵油が日本全国に広まったことを、序文で「本懐に堪えない」と述べている。なお、1946年の時点で同署は1,300版を超え、130万部を出版していた。現代語版は2020年代初頭時点では 1,622版を重ね、累計部数 2,000万部を超えている。
1925年（大正14年）2月の『家庭に於ける実際的看護の秘訣』初版を刊行した後、梅肉エキスと卵油の作り方が全国に広まったことを先の述べたが、同書の読者の勧めがあり、同年同月、築田は広島市南区大須賀町にて梅肉エキスと卵油を製造販売する個人事業を創業している。
その店は、しかし、1945年（昭和20年）8月6日の原爆投下によって焼失した。明くる1946年（昭和21年）10月、広島市東区牛田南にて業務を再開。
1952年（昭和27年）3月、株式会社築田三樹園社を設立。
1958年（昭和33年）3月28日、死去。86歳没。ただし、1957年（昭和32年）死亡説もある。
遺族が引き継いだ築田三樹園社の店舗は、1961年（昭和36年）2月、現在所在地である広島市中区東白島21-21へと移転した。『家庭に於ける実際的看護の秘訣』現代語版の21世紀改訂版の発行も、遺族が引き継いでいる。

## 著書
- 築田多吉（著） 著、砂堀雅人（監修）[11]、高杉新一郎[注 1]（校閲）[11] 編『家庭に於ける実際的看護の秘訣』（第1版第1刷）広文館、1925年2月。
  - 築田多吉 (1946年). “家庭に於ける実際的看護の秘訣（増補新訂第一版）”. 国立国会図書館デジタルコレクション.  国立国会図書館. doi:10.11501/1069938. 2021年2月9日閲覧。
  - 築田多吉『家庭に於ける実際的看護の秘訣 ─ 実地方面の養生手当と民間療法　女の衛生と子供の育て方　民間療法、物理療法の研究』（増補新訂版 複刻版）研数広文館（出版）、三樹園社（発売）〈家庭に於ける実際的看護の秘訣〉、1983年11月1日、964頁。分野：家庭看護。ISBN 4-87443001-5、ISBN 978-4-87443001-9。

【商品内容】要旨：一般の系統医学のほかに本書の3大使命として他の家庭医書に類例の無い本書独特の家庭療法。早期手当で疫痢・腸炎・ジフテリー・丹毒・猩紅熱その他治った実例。本書の家庭療法は漢方に根拠を採った実地体験の裏付けのあるものばかり。抵抗療法のこと。諸種の癌に対する警告。
  - 築田多吉『赤本 家庭に於ける実際的看護の秘訣 現代語版』（増補新訂版 第1版）築田美恵子〈家庭に於ける実際的看護の秘訣〉、2007年1月1日。
    - 築田多吉『赤本 家庭に於ける実際的看護の秘訣 現代語版』（増補新訂版 第2版）築田美恵子〈家庭に於ける実際的看護の秘訣〉、2018年3月。

ISBN 4-99099070-6、ISBN 978-4-99099070-1。

## 築田三樹園社
株式会社 築田三樹園社（つくだ さんじゅえん しゃ）は、医薬品や健康食品である梅肉エキスや卵油球などの製造・販売を行う、日本の企業。未上場。代表取締役社長：築田 春美（2021年時点）。
- 1925年（大正14年）2月 - 築田多吉が広島市南区大須賀町にて梅肉エキスと卵油を製造販売する個人事業を創業。
- 1945年（昭和20年）8月6日 - 広島市への原子爆弾投下により、店舗が焼失。
- 1946年（昭和21年）10月 - 広島市東区牛田南にて業務を再開。
- 1952年（昭和27年）3月 - 株式会社 築田三樹園社の設立。
- 1958年（昭和33年）3月28日 - 創業者（初代社長）・築田多吉の死去。
- 1961年（昭和36年）2月 - 店舗を広島市中区東白島21-21（現在所在地）へ移転。